# Henri de Pitot

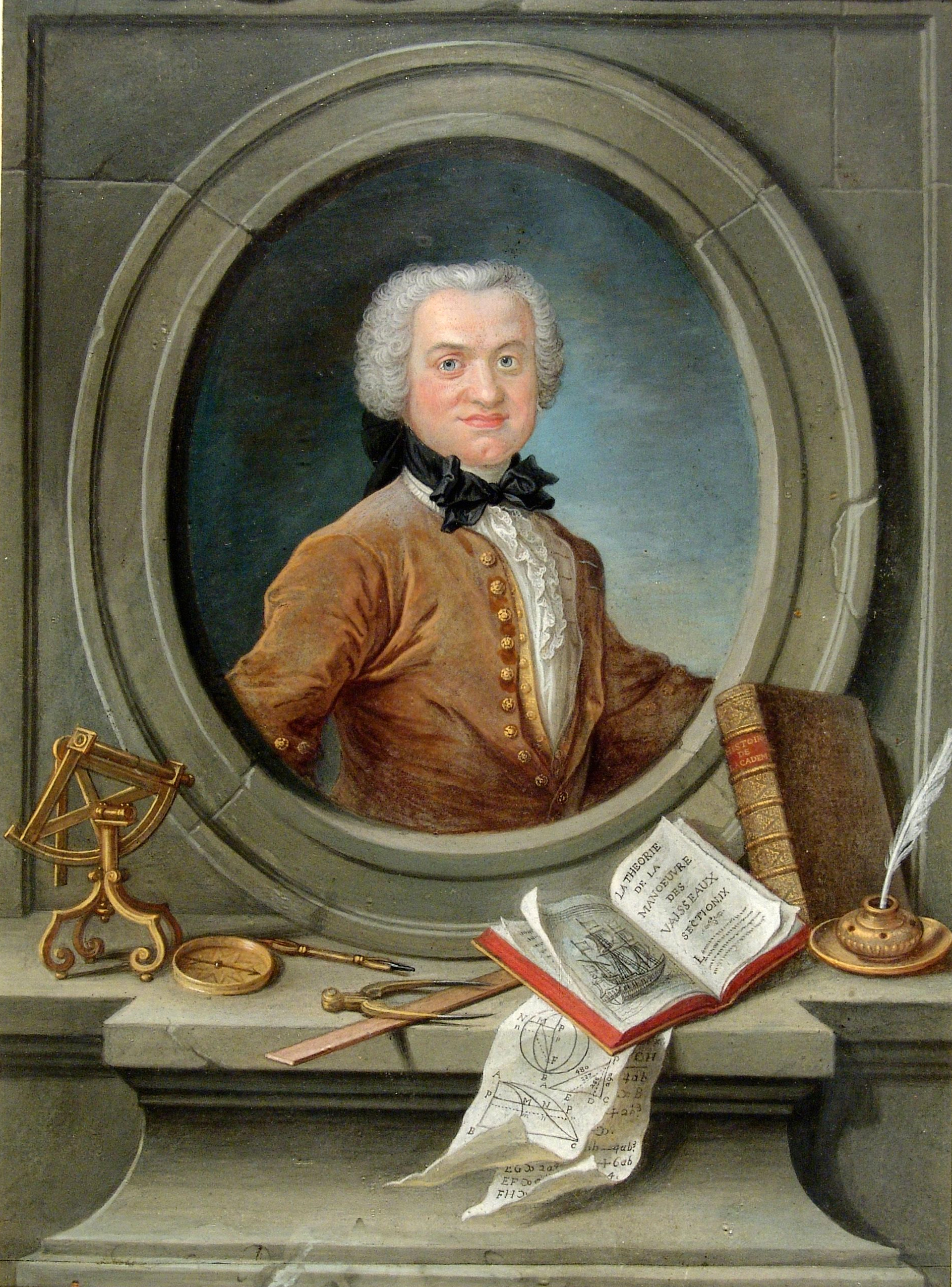
Porträt Henri de Pitot

Henri de Pitot (* 3. Mai 1695 in Aramon, Département Gard; † 27. Dezember 1771 ebenda) war ein französischer Wasserbauingenieur.

## Leben und Wirken
Pitot arbeitete zu Beginn seiner Tätigkeit als Mathematiker und Astronom und wurde 1723 Assistent bei René-Antoine Ferchault de Réaumur. Im darauffolgenden Jahr wurde er zum stellvertretenden Mechaniker an der Académie des sciences ernannt, 1727 zum assoziierten Mechaniker und 1733 zum Landvermesser. 1740 wurde er Mitglied in der Royal Society. 1742 wurde er zum Direktor der Sénéchaussée de Nîmes und zum Direktor des Canal Royal du Languedoc. Henri de Pitot führte zahlreiche planende Arbeiten im Bereich des Bauwesen durch, besonders im Bereichen Wasserbau wie Brunnen und Aquädukte. So überwachte er von 1743 bis 1747 den Brückenbau am Aquädukt Pont du Gard bei Nîmes.
Weiters beschäftigte er sich mit Strömungen in Flüssen und Kanälen. Auf Basis der irrigen Annahme, die Fließgeschwindigkeit eines Gewässers würde mit der Tiefe zunehmen, ersann er ein Gerät, das diese Geschwindigkeit anzeigen konnte. Diese einfache Vorrichtung ist heute noch als Pitotrohr bekannt. In der Geometrie ist der Satz von Pitot nach ihm benannt.
Über Frankreich hinaus bekannt wurde er durch Arbeiten am Aqueduc de Saint-Clément bei Montpellier in den Jahren 1753 bis 1765. Die Arbeiten am Aquädukt wurden nach seinem Tod 1772 fertiggestellt. 